# 沖縄市立山内中学校
沖縄市立山内中学校（おきなわしりつ やまうちちゅうがっこう）は、沖縄県沖縄市にある市立中学校。

## 沿革
- 1961年（昭和36年）9月30日 - 本校創立認可（中の町中学校として琉球政府中央教育委員会より設置認可）。
- 1962年（昭和37年）
  - 4月1日 - 初代校長当真嗣永氏発令。
  - 4月6日 - 島袋中学校にて、桃山中学校の名称で開校。
  - 7月10日 - 新校地の地ならし終了。
- 1963年（昭和38年）
  - 3月1日 - 校名変更「山内中学校」と認可される。
  - 3月15日 - 永久校舎とうこう竣工（普通教室13）。仮校舎5教室。
  - 3月23日 - コザ中学校にて、分離式挙行。
  - 3月26日 - 新校舎へ移転。
  - 5月1日 - 校歌制定（作詞:喜屋武真栄、作曲:喜納昌隆）。
  - 9月10日 - 校旗制定（文教図書より寄贈）。
- 1964年（昭和39年）2月12日 - 校門とブロック塀が完成。
- 1975年（昭和50年）12月25日 - PTAにより、部室兼更衣室（プレハブ）建設。
- 1977年（昭和52年）
  - 3月20日 - 玄関、図書館、給食受け入れ竣工。
  - 9月20日 - PTAにより、中庭造園。
- 1978年（昭和53年）3月31日 - 視聴覚教室竣工。
- 1993年（平成5年）
  - 3月1日 - 新校舎竣工（全改築）。
  - 5月12日 - 運動場整地完了。
- 1994年（平成6年）10月30日 - 創立30周年記念式典挙行し、エイサー大会開催。
- 2001年（平成13年）
  - 12月13日 - エレベーター竣工。
  - 12月21日 - グランド工事竣工。
- 2011年（平成23年）10月23日 - 創立50周年記念式典挙行[2]。

## 通学区域
諸見里一丁目、二丁目、三丁目、山里一丁目、二丁目、三丁目、山内一丁目、二丁目、三丁目、四丁目、南桃原一丁目、二丁目、三丁目、四丁目、園田二丁目34番～37番、久保田一丁目、二丁目、三丁目、北谷中学校委託調整区域：北谷小学校委託調整区域内の児童で、当該小学校を修了し、北谷中学校へ進学を希望する者

## 周辺
- 沖縄市立山内幼稚園 - 沖縄市道をはさんで、敷地が隣接。
- 沖縄市立山内小学校 - 沖縄市道をはさんで、敷地が隣接。また、進学前小学校。
- 桃山クリニック
  - このほか、桃山クリニック以外の医療機関も点在する。
- 沖縄市南桃原公民館
- 山里郵便局
- 沖縄県立球陽中学校・高等学校
- 川畑自動車学校
- 沖縄自動車道
- 沖縄県道85号沖縄環状線 - 学校付近では、沖縄道に平行する。
- 北谷町立北谷幼稚園 - 所在地は沖縄市南桃原4丁目。
- 北谷町立北谷小学校 - 北谷幼稚園に隣接する。
- 北谷町立北谷中学校 - 北谷町内に所在。
- このほか、山里公園などの公園や中小規模の医療機関も点在する。
- また、北谷町との境も近い。

## アクセス
- 琉球バス交通21系統新都市具志川線・75系統石川北谷線・112系統国体道路線・123系統石川空港線で、「山内中学校前」停留所下車後、
  - 北谷町中心部・那覇バスターミナル・那覇空港方面行のりばから、約125m・約2分。
  - うるま市石川・うるま市具志川方面行のりばから、徒歩約180m・約3分。
- 沖縄市コミュニティバス西部ルートで、「桃山クリニック」停留所下車後、徒歩約205m・約3分。
- 沖縄自動車道山里バスストップから、上述の沖縄市コミュニティバス西部ルート（高速山里バス停）に乗り換え3分、「桃山クリニック」停留所下車後、徒歩。
  - なお、沖縄市コミュニティバス西部ルートは片方向運行のため、高速山里バスストップへは、終点「中部興産沖縄市役所前」停留所で次発の便に乗り換えるか、徒歩1.1km・約17分。